# Луций Эмилий Мамерцин Привернат
Луций Эмилий Мамерцин Привернат (лат. Lucius Aemilius Mamercinus Privernas; IV век до н. э.) — римский политический деятель из патрицианского рода Эмилиев, консул 341 и 329 годов до н. э., диктатор в 335 и 316 годах до н. э. Участвовал в Самнитских войнах.

## Биография
Первое упоминание о Луции Эмилии в сохранившихся источниках относится к 342 году до н. э., когда он был начальником конницы при диктаторе Марке Валерии Корве, назначенном для подавления армейского мятежа в Кампании. Корву удалось решить эту проблему без боя.
Луций Эмилий стал консулом следующего года совместно с плебеем Гаем Плавтием Венноном. Ему досталось командование в войне против самнитов. Консул разорял Самний до тех пор, пока противник не запросил мира; после утверждения сенатом договора, в соответствии с которым Капуя вошла в сферу римского влияния, Луций Эмилий увёл войско в Рим.
Поскольку вскоре возникла угроза войны с латинами, Луцию Эмилию и его коллеге пришлось раньше обычного сложить с себя полномочия, чтобы раньше были выбраны консулы на следующий год.
В 335 году до н. э. Луций Эмилий был назначен диктатором для проведения консульских выборов. В 329 году до н. э. он сам стал консулом совместно с плебеем Гаем Плавтием Децианом. По жребию ему выпало отражать нашествие галлов, которое ждали в том году; когда выяснилось, что галлы не планируют нападать, собранная Эмилием армия была направлена на Приверн. Город, по разным данным, или сдался, или пал в результате штурма. После этого Луций Эмилий получил новый когномен — Привернат.
В 326 году до н. э. Луций Эмилий был интеррексом — четырнадцатым по счёту. Только ему удалось объявить консулов на этот год.
В конце 316 года до н. э. Луция Эмилия назначили диктатором для войны с самнитами. Он осадил город Сатикула. Самниты собрали армию и атаковали римлян, а сатикуланцы поддержали их вылазкой, так что войску диктатора пришлось занять круговую оборону. Всё же Луций смог сначала загнать осаждённых обратно в город, а потом разбить пришедшую им на помощь армию.